# Екс алманах
Екс алманах је стрип-часопис Дечјих новина из Горњег Милановца. Часопис је штампан на рото-хартији, у црно-белој техници на формату А4, са колор-корицама.
Први број Екс алманаха изашао је 25. октобра 1975. године по цени од 10 динара, са стриповима Ден Дери: Тајна „Црвени месец“ Френка Хемпсона и Херлок Шолмс Јулија Радиловића. На последњој страни корица нашла се једна епизода гег-стрипа „Тарзико“ Бране Николића који је потписан и као уредник првог броја. Последњи, 534. број изишао је 15. јануара 1989. године, са ценом од 2000 динара и стриповима Нинђа и Кал Освајач у епизоди Оштрица правде. Уредник је био Слободан Лукић.
Из Екс алманаха су, као посебна издања, изникли неки значајни стрип-часописи на подручју тадашње државе: Ју стрип магазин, Гигант и Бисер стрип. У Екс алманаху су премијерно објављивани неки од најзначајнијих стрипова тог времена: Спајдермен, Супермен, Бетмен, Флеш, Џони Хазард, Кокер Бил, Гаша, Чудовиште из мочваре и други.
- Насловна страна броја 347
- Насловна страна броја 476
- Насловна страна броја 491

## Уредници
- Брана Николић
- Слободан Лукић
- Невена Кнежевић
- Момчило Рајин